# 55-та окрема мотострілецька бригада (РФ)
55-та окрема мотострілецька бригада (гірська) (55 ОМСБр, в/ч 55115) — військове з'єднання мотострілецьких військ Сухопутних військ Збройних сил РФ чисельністю в бригаду. Призначене для ведення бойових дій в гірських умовах. Єдине гірсько-піхотне з'єднання ЗС РФ, дислоковане за Уралом.

## Історія

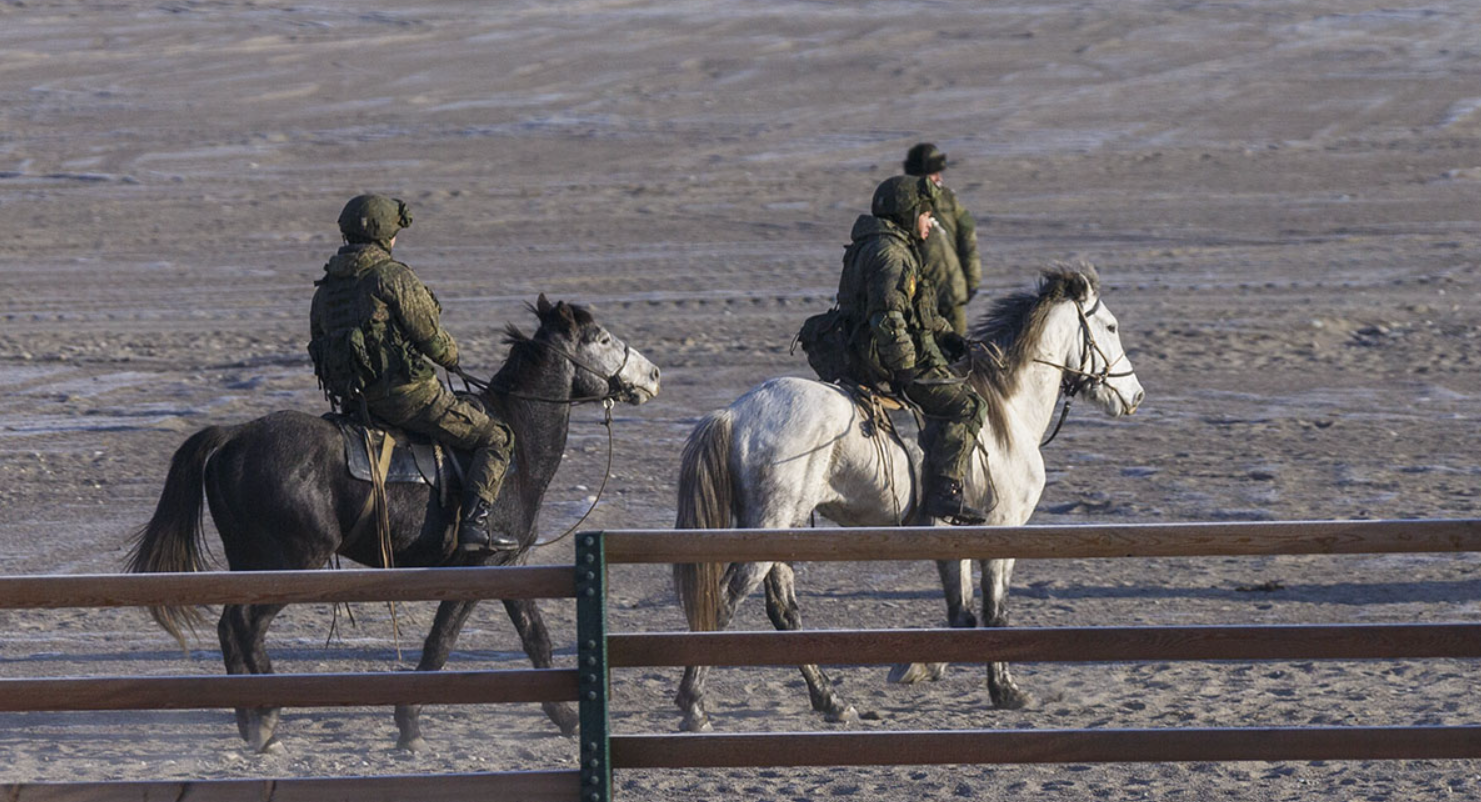
Військовослужбовці 55-ї гірської бригади на навчаннях

Сформована 2015 року. Бригада є єдиною у ЦВО гірської мотострілецької бригадою. Дислокація бригади у місті Кизил, Тува. Особовий склад переважно формується з уродженців Туви: 1047 з 1300 військовослужбовців. Помічником командира бригади призначено представника буддійського духовенства. Комплектується бригада військовослужбовцями за контрактом.
Бригада має спеціально обладнаний полігон для навчань в 20 км від пункту постійної дислокації площею 12 тисяч га.
Основним транспортним засобом в бригаді є бронеавтомобіль «Тигр», а артилерією — 2С23. Радіорелейні станції Р-419Л1. У штаті передбачено використання в'ючних коней монгольської породи.
У листопаді 2018 року в складі бригади сформовано підрозділ безпілотної авіації. Укомплектовано «Орлан-10» й «Елерон-3».

### Російсько-українська війна
В листопаді 2021 року помічено перекидання техніки військової частини в Єльню (розташована у 260 км від кордону з Україною), що у Смоленській області, де у той час перебувала техніка 41-ї загальновійськової армії. Частини і підрозділи 41-ї армії залишились у європейській частині Росії після широкомасштабних навчань у другому півріччі 2021 року.
8 червня 2022 року ОГПУ повідомив, що зібрано докази причетності до злочинів російських військових в захопленому ними у березні 2022 року селі Ягідне під Черніговом:
- Сиин-оол Суван — командир відділення 1 мінометного взводу мінометної батареї ВЧ 55115 РФ,
- Айгарим Монгуш — рядовий 3-го мінометного взводу 2-ї мінометної батареї ВЧ 55115 РФ,
- Назити Монгуш — сержант 2-го мінометного взводу 2-ї мінометної батареї ВЧ 55115 РФ,
- Ересу Ооржак — єфрейтор 3-го мінометного взводу 2-ї мінометної батареї ВЧ 55115 РФ,
- Аріан Хертек — рядовий 2-го мінометного взводу 2-ї мінометної батареї ВЧ 55115 РФ,
- Саян Хомушко — рядовий 2-го мінометного взводу 2-ї мінометної батареї ВЧ 55115 РФ,
- Іван Ооржак — військовослужбовець 3-го мінометного взводу мінометної батареї 2-ї механізованої бригади військової частини 55115 РФ,
- Чаян Чинан — військовослужбовець 2-го мінометного взводу мінометної батареї 2-ї механізованої бригади військової частини 55115 РФ,
- Кежік-оол Шактар-оол — військовослужбовець 1-го мінометного взводу мінометної батареї 2-ї механізованої бригади військової частини 55115 РФ.

У середині жовтня 2023 року бригада була перекинута в Донецьку область, де взяла участь у наступі на місто Авдіївка з північного флангу на позиції, що тримала 53-тя механізована бригада, але без отримання суттєвих результатів.
Після захоплення Авдіївки бригада разом із 35-ю та 74-ю мотострілецькими бригадами продовжила наступ на захід, 24 лютого захопила село Ласточкине.

## Командири
- 2015—2016 — полковник Шелухін Андрій Олегович,
- 2016—2018 — генерал-майор Хоптяр Андрій Євгенович[3],
- 2018 — 2019 — полковник Ібатуллін Раміль Рахматуллович,
- 2019 — 2021 — полковник Скворцов Едуард Олексійович[17],
- 2021 — досі — полковник Барило Денис Олександрович.[18]

## Втрати
На травень 2024 року відомо імена 33 загиблих військовослужбовців бригади в ході російсько-української війни.